# Nederlandske regenter
Dette er en liste over nederlandske regenter. Listen omfatter af historiske årsager også statholdere af huset Oranje-Nassau. Slægten sidder i dag som monarker på den nederlandske trone. Det er dog vigtigt at bemærke, at statholderne tjente som valgte embedsmænd i De Forenede Nederlandes semi-uafhængige provinser. De bør derfor ikke opfattes som regerende monarker i traditionel forstand.  
Kimen til det nederlandske monarki blev lagt i 1559, da Filip 2. af Spanien udnævnte Vilhelm 1. af Oranien til statholder i Holland, Zeeland og Utrecht. Vilhelm sluttede sig imidlertid hurtigt til det nederlandske oprør mod Spanien og blev erklæret fredløs. I 1572 udnævnte generalstaterne ham til statholder i oprørsprovinserne Holland og Zeeland. I 1581 erklærede de fleste nederlandske provinser sig for uafhængige under et stort rådsmøde i Haag. Statholderens repræsentative rolle blev herefter forældet, men embedet blev ikke desto mindre bevaret i de provinser, der nu slog sig sammen i Republikken De Syv Forenede Nederlande. Alle efterfølgende statholdere nedstammede enten fra Vilhelm 1. eller dennes bror, Johan 6 af Nassau-Dillenburg.
I 1795 blev den nederlandske republik styrtet af Napoleon, som i dens sted grundlagde den franske vasalstat Den Bataviske Republik. I 1806 udnævnte Napoleon sin bror Ludvig til konge af Holland. Fire år senere blev Nederlandene endegyldigt indlemmet i det franske kejserrige, men allerede i 1813 blev franskmændene besejret og fordrevet af koalitionsstyrkerne. Nederlænderne bad herefter Vilhelm Frederik, den sidste statholders søn, om at lede den nye regering. Han blev i den forbindelse udråbt til "suveræn fyrste af De Forenede Nederlande". I 1815 ophøjede Vilhelm Nederlandene til kongedømme. Han besteg selv tronen som kong Vilhelm 1. af Nederlandene.
Nederlandenes nuværende regent er kong Willem-Alexander. Han besteg tronen 30. april 2013.  

## De Forenede Nederlande(1581-1795)

### Statholdere af huset Oranje-Nassau
| Portræt | Navn                             | Levetid                                      | Regeringstid      | Regeringstid     | Noter                                                                                          | Familie       |
| Portræt | Navn                             | Levetid                                      | Fra               | Til              | Noter                                                                                          | Familie       |
| ------- | -------------------------------- | -------------------------------------------- | ----------------- | ---------------- | ---------------------------------------------------------------------------------------------- | ------------- |
|         | Vilhelm 1. den Tavse Willem 1.   | 24. april 1533 – 10. juli 1584 (51 år)       | 26. juli 1581     | 10. juli 1584    | Statholder                                                                                     | Oranje-Nassau |
|         | Morits Maurits                   | 14. november 1567 – 23. april 1625 (57 år)   | 1585              | 23. april 1625   | Statholder Søn af Vilhelm 1.                                                                   | Oranje-Nassau |
|         | Frederik Henrik Frederik Hendrik | 29. januar 1584 – 14. marts 1647 (63 år)     | 23. april 1625    | 14. marts 1647   | Statholder Søn af Vilhelm 1.                                                                   | Oranje-Nassau |
|         | Vilhelm 2. Willem 2.             | 27. maj 1626 – 6. november 1650 (24 år)      | 14. marts 1647    | 6. november 1650 | Statholder Søn af Frederik Henrik                                                              | Oranje-Nassau |
|         | Vilhelm 3. Willem 3.             | 4. november 1650 – 8. marts 1702 (51 år)     | 4. juli 1672      | 8. marts 1702    | Statholder Konge af England, Skotland og Irland Søn af Vilhelm 2.                              | Oranje-Nassau |
|         | Vilhelm 4. Willem 4.             | 1. september 1711 – 22. oktober 1751 (40 år) | 1. september 1711 | 22. oktober 1751 | Første officielle arvestatholder i De Forenede Nederlande Søn af Johan Vilhelm Friso           | Oranje-Nassau |
|         | Vilhelm 5. Willem 5.             | 8. marts 1748 – 9. april 1806 (58 år)        | 22. oktober 1751  | 19. januar 1795  | Arvestatholder i De Forenede Nederlande Søn af Vilhelm 4. Afsat under Den Bataviske Revolution | Oranje-Nassau |

### Statholdere af huset Nassau
I modsætning til i de fleste andre nederlandske provinser kom statholderne i Friesland, Groningen og Drenthe primært fra huset Nassau. Denne tradition begyndte med Johan 6., Vilhelm 1.s bror.
| Portræt | Navn                                   | Levetid                                     | Regeringstid    | Regeringstid   | Noter                                                                    | Familie |
| Portræt | Navn                                   | Levetid                                     | Fra             | Til            | Noter                                                                    | Familie |
| ------- | -------------------------------------- | ------------------------------------------- | --------------- | -------------- | ------------------------------------------------------------------------ | ------- |
|         | Johan 6. den Ældre Jan 6.              | 22. november 1536 – 8. oktober 1606 (69 år) | 1578            | 1581           | Statholder Bror til Vilhelm 1.                                           | Nassau  |
|         | Vilhelm Ludvig Willem Lodewijk         | 13. marts 1560 – 31. maj 1620 (60 år)       | 1584            | 1620           | Statholder Søn af Johan 6.                                               | Nassau  |
|         | Ernst Casimir 1.                       | 22. december 1573 – 2. juni 1632 (58 år)    | 1620            | 1632           | Statholder Søn af Johan 6.                                               | Nassau  |
|         | Henrik Casimir 1. Hendrik Casimir 1.   | 21. januar 1612 – 13. juli 1640 (28 år)     | 1632            | 1640           | Statholder Søn af Ernst Casimir 1.                                       | Nassau  |
|         | Vilhelm Frederik Willem Frederik       | 7. august 1613 – 31. oktober 1664 (51 år)   | 1640            | 1664           | Statholder Søn af Ernst Casimir 1.                                       | Nassau  |
|         | Henrik Casimir 2. Hendrik Casimir 2.   | 18. januar 1657 – 25. marts 1696 (39 år)    | 18. januar 1664 | 25. marts 1696 | Arvestatholder Søn af Vilhelm Frederik Barnebarn af Frederik Henrik      |         |
|         | Johan Vilhelm Friso Johan Willem Friso | 4. august 1687 – 14. juli 1711 (23 år)      | 25. marts 1696  | 14. juli 1711  | Arvestatholder Søn af Henrik Casimir 2. Efterfulgt af sin søn Vilhelm 4. | Nassau  |

## Kongeriget Holland(1806-1810)

### Huset Bonaparte
| Portræt | Navn                           | Levetid                                   | Regeringstid | Regeringstid | Noter             | Familie   |
| Portræt | Navn                           | Levetid                                   | Fra          | Til          | Noter             | Familie   |
| ------- | ------------------------------ | ----------------------------------------- | ------------ | ------------ | ----------------- | --------- |
|         | Ludvig 1. den Gode Lodewijk 1. | 2. september 1778 – 25. juli 1846 (67 år) | 5. juni 1806 | 1. juli 1810 | Bror til Napoleon | Bonaparte |
|         | Ludvig 2. Lodewijk 2.          | 11. oktober 1804 – 17. marts 1831 (26 år) | 1. juli 1810 | 9. juli 1810 | Søn af Ludvig 1.  | Bonaparte |

## Fyrstendømmet De Forenede Nederlande(1813-1815)

### Huset Oranje-Nassau
| Portræt | Navn                             | Levetid                                     | Regeringstid     | Regeringstid   | Noter                                                                   | Familie       |
| Portræt | Navn                             | Levetid                                     | Fra              | Til            | Noter                                                                   | Familie       |
| ------- | -------------------------------- | ------------------------------------------- | ---------------- | -------------- | ----------------------------------------------------------------------- | ------------- |
|         | Vilhelm Frederik Willem Frederik | 24. august 1772 – 12. december 1843 (71 år) | 6. december 1813 | 16. marts 1815 | Fyrste Søn af Vilhelm 5. Ophøjede Nederlandene til et kongedømme i 1815 | Oranje-Nassau |

## Kongeriget Nederlandene(1815-)

### Huset Oranje-Nassau
| Portræt | Navn                  | Levetid                                      | Regeringstid      | Regeringstid      | Noter                           | Familie                     |
| Portræt | Navn                  | Levetid                                      | Fra               | Til               | Noter                           | Familie                     |
| ------- | --------------------- | -------------------------------------------- | ----------------- | ----------------- | ------------------------------- | --------------------------- |
|         | Vilhelm 1. Willem 1.  | 24. august 1772 – 12. december 1843 (71 år)  | 16. marts 1815    | 7. oktober 1840   | Søn af Vilhelm 5. Abdicerede    | Oranje-Nassau               |
|         | Vilhelm 2. Willem 2.  | 6. december 1792 – 17. marts 1849 (56 år)    | 7. oktober 1840   | 17. marts 1849    | Søn af Vilhelm 1.               | Oranje-Nassau               |
|         | Vilhelm 3. Willem 3.  | 19. februar 1817 – 23. november 1890 (73 år) | 17. marts 1849    | 23. november 1890 | Søn af Vilhelm 2.               | Oranje-Nassau               |
|         | Vilhelmine Wilhelmina | 31. august 1880 – 28. november 1962 (82 år)  | 23. november 1890 | 4. september 1948 | Datter af Vilhelm 3. Abdicerede | Oranje-Nassau               |
|         | Juliana               | 30. april 1909 – 20. marts 2004 (94 år)      | 4. september 1948 | 30. april 1980    | Datter af Vilhelmine Abdicerede | Oranje-Nassau (Mecklenburg) |
|         | Beatrix               | 31. januar 1938 –                            | 30. april 1980    | 30. april 2013    | Datter af Juliana Abdicerede    | Oranje-Nassau (Lippe)       |
|         | Willem-Alexander      | 27. april 1967 –                             | 30. april 2013    |                   | Søn af Beatrix                  | Oranje-Nassau (Amsberg)     |